# Norbert Rózsa
Norbert Rózsa (Dombóvár, 9 februari 1972) is een voormalig zwemmer uit Hongarije. Hij deed mee met drie Olympische Zomerspelen en won daar twee zilveren medailles en een gouden.
In 1994 werd Rózsa wereldkampioen op de 100 en 200 meter schoolslag op de Wereldkampioenschappen zwemmen 1994 in Rome. Op de Olympische Zomerspelen van 1992 werd hij tweede op de 100 en 200 meter schoolslag en in 1995 werd hij vierde bij het Europees kampioenschap zwemmen op de 100m en 200m schoolslag. Hij werd olympisch kampioen op de 200m schoolslag op de Olympische Zomerspelen van 1996.

## Internationale erelijst

### Olympische Zomerspelen
1992:  100m schoolslag

1992:  200m schoolslag

1996:  200m schoolslag

### Wereldkampioenschappen
1991  100m schoolslag

1991  200m schoolslag

1994  100m schoolslag

1994  200m schoolslag

1994  4x100m wisselslag

1998  200m schoolslag

### Europese kampioenschappen
1991:  100m schoolslag

1991:  200m schoolslag

1991:  4x100m wisselslag